# Latinica (TV emisija)
Latinica je bio hrvatski televizijski talk show koji se prikazivao od 1993. do 2011., uz prekide. Ime je dobio po svom voditelju Denisu Latinu. Emisija se od 1993. prikazivala na HTV-u, iako je godine 1997. kraće vrijeme bila na programu privatnog konzorcija Mreža. Poznata je po tome što su pojedine emisije često bile zabranjivane zbog bavljenja kontroverznim temama, ili objavljivanja sadržaja koje su hrvatske vlasti smatrale problematičnim. S preko 500 emisija (jubilarna 500. emisije bila je u studenom 2010.), to je trenutno najdugovječniji hrvatski talk show.

## Privremeno ukidanje emisije
Latin je optužio tadašnje vodstvo HRT-a za toleranciju kriminala i nezakonitu prodaju programskog prostora sugerirajući pritom na tvrtke Dijane Čuljak-Šelebaj i Vladimira Šelebaja koji su prodavali svoje emisije javnoj televiziji, za što je tvrdio da se radilo o poslovima bez javnog natječaja i sukobu interesa s obzirom na to da je Dijana Čuljak-Šelebaj tada bila zasposlenica HRT-a. Nakon toga, tadašnji glavni ravnatelj HRT-a Vanja Sutlić s objašnjenjem da time narušava ugled kuće, raskinuo je Latinov ugovor kojim je bilo zajamčeno stalno i neometano prikazivanje Latinice. Zbog toga se emisija prikazivala povremeno. U sudskom postupku koji se godinama vodio pred Županijskim sudom u Zagrebu dokazano je da je Latin u svojim optužbama govorio istinu, o čemu je Državno odvjetništvo Republike Hrvatske prije toga vodilo opsežnu istragu, u kojoj se saslušano više od 200 svjedoka. Nakon dogovora glavnog urednika Informativnog programa HTV-a Renata Kunića i Latina postignut je kompromis i Latinica je ponovno 2010. vraćena natrag u 20:15 na programu HRT-a u ponedjeljak.

## Teme
Latinica je znana po povremeno kontroverznim temama. Među njima se izdvajaju „Thompson” o Marku Perkoviću Thompsonu, iako je pjevač odbio sudjelovati u emisiji; „Svi naši predsjednici”; „Zašto je pala Posavina”; „Krađa automobila”, „Karizma”. Nekoliko emisija pozabavailo se temom ratnih zločina počinjenih s hrvatske strane, kao što je „Zločin iz mržnje”, u kojoj je jedan od priloga bio o Ubojstvima u Pakračkoj Poljani, te prirodom egzodusa Srba prije Operacije Oluja. Emisija „I oni su branili Hrvatsku” govorila je o ne-Hrvatima koji su sudjelovali u obrani Hrvatske od velikosrpske agresije.
Latinica se bavila i stanjem društva u susjednim državama u emisijama „Srbija – katastrofa jedna politike”, „Zašto je pala Posavina?”, „Opsada Sarajeva”, „Bivša Jugoslavija – 20 godina poslije” i „Zoran Đinđić”, u kojoj se govorilo o atentatu na istoimena političara. Neke od poznatijih emisija o pretvorbi i privatizaciji 1990-ih i/ili korupciji 2000-ih bile su „Mediji i mafija”, „Građevinski klanovi”, „Gojko Šušak – lik i djelo”, „Oni neće preživjeti krizu”, „Zakon – kad nije isti za sve”, „Projekt Hypo”, „Kako su nastali hrvatski tajkuni”, „Hrvatska i srpska mafija”, „Kako do stana?” i „Političari čistih ruku”.
Neke od kontroveznijih emisija bile su i Istina o „kornatskoj tragediji”, „Sve za ljepotu” i „Medicinska oplodnja – tko nema pravo na sreću?”

## Odgađanja emisija
29. studenog i potom ponovno 6. prosinca 2010., čelništvo HRT-a odgodilo je prikazivanje najavljene epizode „Zločin u privatizaciji nikad ne zastarijeva” dva puta, te umjesto Latinice promijenilo program i pustilo dokumentarni film Zaustavljeni glas i Prezimiti u Riju.
HRT je na svojim službenim mrežnim stranicama po tom pitanju objavio sljedeće: „Hrvatska televizija obavještava gledateljstvo da nam se odvjetničko društvo Miljević i partneri obratilo u ime njihove stranke Jadran filma te nas upozorilo da bi se objava večerašnje Latinice koja se zove 'Zločini privatizacije ne zastarijevaju' mogla shvatiti kao pokušaj nanošenja teške štete Jadran filmu i pokušaj difamacije Jadran filma da bi ga se onemogućilo u završetku započetih poslova”.

## Ukidanje
HRT je 13. siječnja 2011. ukinuo emisiju, a posljednja epizoda je prikazana 17. siječnja 2011. s obrazloženjem urednika Informativnog programa Renata Kunića da je „emisiji istekao rok trajanja”.

## Vanjske poveznice
- Emisije na videu